# Selección de fútbol sub-20 de Malí
La selección de fútbol sub-20 de Malí es el equipo que representa al país en la Copa Mundial de Fútbol Sub-20 y en el Campeonato Juvenil Africano, y es controlada por la Federación Maliense de Fútbol.
Su principal logro ha sido ser campeón del Campeonato Africano en el 2019 y de haber clasificado a 7 mundiales de la categoría.

## Palmarés
- Campeonato Juvenil Africano: 1
  - Campeón 2019

## Estadísticas

### Mundial Sub-20

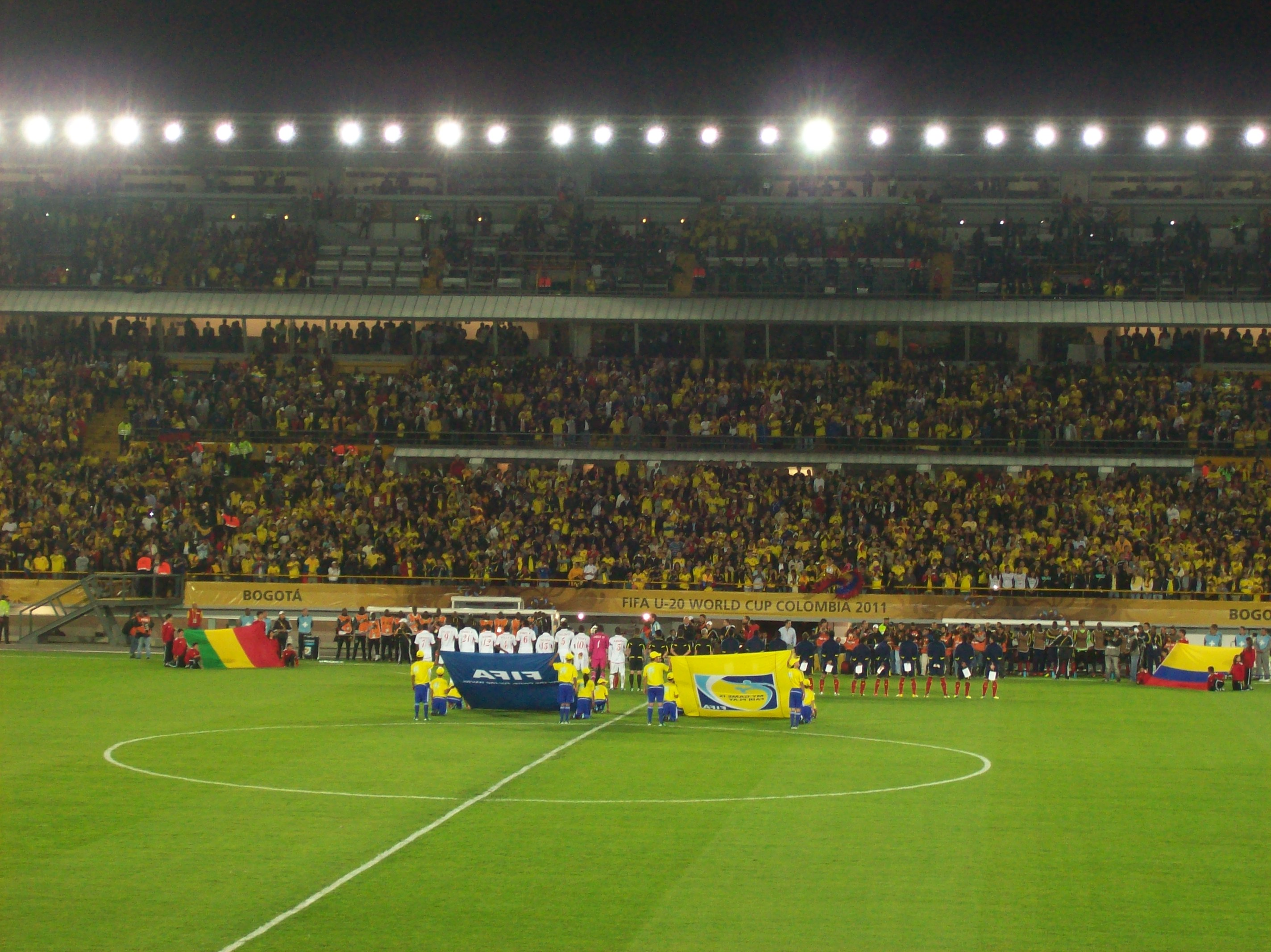
Partido Colombia - Malí, en el mundial juvenil del 2011 en Bogotá.

| Competición | Resultado        | Posición     | PJ           | PG           | PE           | PP           | GF           | GC           | Dif.         | Goleador          |
| ----------- | ---------------- | ------------ | ------------ | ------------ | ------------ | ------------ | ------------ | ------------ | ------------ | ----------------- |
| 1979        | No clasificó     | No clasificó | No clasificó | No clasificó | No clasificó | No clasificó | No clasificó | No clasificó | No clasificó | No clasificó      |
| 1981        | No clasificó     | No clasificó | No clasificó | No clasificó | No clasificó | No clasificó | No clasificó | No clasificó | No clasificó | No clasificó      |
| 1983        | No clasificó     | No clasificó | No clasificó | No clasificó | No clasificó | No clasificó | No clasificó | No clasificó | No clasificó | No clasificó      |
| 1985        | No clasificó     | No clasificó | No clasificó | No clasificó | No clasificó | No clasificó | No clasificó | No clasificó | No clasificó | No clasificó      |
| 1987        | No clasificó     | No clasificó | No clasificó | No clasificó | No clasificó | No clasificó | No clasificó | No clasificó | No clasificó | No clasificó      |
| 1989        | Fase de grupos   | 16.º         | 3            | 0            | 1            | 2            | 1            | 9            | -8           | Kante Nfaly:1     |
| 1991        | No clasificó     | No clasificó | No clasificó | No clasificó | No clasificó | No clasificó | No clasificó | No clasificó | No clasificó | No clasificó      |
| 1993        | No clasificó     | No clasificó | No clasificó | No clasificó | No clasificó | No clasificó | No clasificó | No clasificó | No clasificó | No clasificó      |
| 1995        | No clasificó     | No clasificó | No clasificó | No clasificó | No clasificó | No clasificó | No clasificó | No clasificó | No clasificó | No clasificó      |
| 1997        | No clasificó     | No clasificó | No clasificó | No clasificó | No clasificó | No clasificó | No clasificó | No clasificó | No clasificó | No clasificó      |
| 1999        | Tercer lugar     | 3.º          | 7            | 5            | 0            | 2            | 16           | 14           | +2           | Mahamadou Dissa:5 |
| 2001        | No clasificó     | No clasificó | No clasificó | No clasificó | No clasificó | No clasificó | No clasificó | No clasificó | No clasificó | No clasificó      |
| 2003        | Fase de grupos   | 18.º         | 3            | 1            | 0            | 2            | 4            | 7            | -3           | Mamadi Berthe: 2  |
| 2005        | No clasificó     | No clasificó | No clasificó | No clasificó | No clasificó | No clasificó | No clasificó | No clasificó | No clasificó | No clasificó      |
| 2007        | No clasificó     | No clasificó | No clasificó | No clasificó | No clasificó | No clasificó | No clasificó | No clasificó | No clasificó | No clasificó      |
| 2009        | No clasificó     | No clasificó | No clasificó | No clasificó | No clasificó | No clasificó | No clasificó | No clasificó | No clasificó | No clasificó      |
| 2011        | Fase de grupos   | 24.º         | 3            | 0            | 0            | 3            | 0            | 6            | -6           |                   |
| 2013        | Fase de grupos   | 20.º         | 3            | 0            | 2            | 1            | 2            | 5            | -3           | Niane y Diallo: 1 |
| 2015        | Tercer lugar     | 3.º          | 7            | 3            | 2            | 2            | 11           | 7            | +4           | Adama Traoré:4    |
| 2017        | No clasificó     | No clasificó | No clasificó | No clasificó | No clasificó | No clasificó | No clasificó | No clasificó | No clasificó | No clasificó      |
| 2019        | Cuartos de final | 8.º          | 5            | 1            | 2            | 2            | 11           | 13           | -2           | Sekou Koita: 3    |
| 2023        | No clasificó     | No clasificó | No clasificó | No clasificó | No clasificó | No clasificó | No clasificó | No clasificó | No clasificó | No clasificó      |
| 2025        | No clasificó     | No clasificó | No clasificó | No clasificó | No clasificó | No clasificó | No clasificó | No clasificó | No clasificó | No clasificó      |
| Total       | 7/24             | 26.º         | 30           | 9            | 7            | 14           | 42           | 60           | -18          | Mahamadou Dissa:5 |

### Campeonato Juvenil Africano
- 1979: Fase de grupos
- de 1981 a 1987: No participó
- 1989: Subcampeón
- de 1991 a 1993: No clasificó
- 1995: 4.º lugar
- 1997: Fase de grupos
- 1999: 5.º lugar
- 2001: fase de grupos
- 2003: 3.º lugar
- 2005: Fase de grupos
- 2007: No clasificó
- 2009: Fase de grupos
- 2011: 4.º lugar
- 2013: 4.º lugar
- 2015: 4.º lugar
- 2017: Fase de grupos
- 2019: Campeón